# Greg Kinnear
Gregory "Greg" Kinnear, född 17 juni 1963 i Logansport, Indiana, är en amerikansk skådespelare. Han har bland annat spelat John F. Kennedy i TV-serien The Kennedys.
Kinnear började sin karriär som nyhetsankare innan han gjorde sin skådespelardebut i TV-serien Life Goes On (1989–1993). Hans genombrott kom med rollen som Simon Bishop i filmen Livet från den ljusa sidan (1997), en prestation för vilken han nominerades till en Oscar i kategorin Bästa manliga biroll.
Efter denna framgång medverkade han i en rad filmer som Du har mail (1998), Little Miss Sunshine (2006) och Invincible (2006). Kinnear har visat sin mångsidighet som skådespelare genom att spela både komiska och dramatiska roller.
Parallellt med sin filmkarriär har Greg Kinnear också varit aktiv på TV-fronten. Han har medverkat i flera TV-serier och TV-filmer, bland annat Vänner (2003–2004), The Kennedys (2011) och Rake (2014).

## Filmografi, i urval
- 1995 – Sabrina
- 1997 – Livet från den ljusa sidan
- 1998 – Du har mail
- 1999 – Mystery Men
- 2000 – Betty - tur och retur
- 2000 – Loser
- 2000 – The Gift
- 2002 – We Were Soldiers
- 2001 – Trogen tjur sökes
- 2003 – Fäst vid dig
- 2004 – Godsend
- 2005 – Matador
- 2005 – Robotar (röst)
- 2006 – Little Miss Sunshine
- 2007 – Feast of love
- 2008 – Baby Mama
- 2010 – The Last Song
- 2011 – The Kennedys
- 2011 – I Don't Know How She Does It
- 2012 – Stuck in Love
- 2013 – The English Teacher